# Kåre Willoch
Kåre Isaachsen Willoch (3. října 1928, Oslo, Norsko – 6. prosince 2021, Oslo) byl norský politik a ekonom, představitel norské pravicové konzervativní strany, jejímž předsedou byl v letech 1970–1974.

Byl premiérem Norska v letech 1981–1986. Byl též ministrem obchodu, krátce roku 1963 (ve vládě Johna Lynga) a v letech 1965–1970 v pravo-středové vládě Pera Bortena.
Byl prvním konzervativním premiérem Norska od roku 1945 (s výjimkou krátké epizody konzervativce Johna Lynga v roce 1963). Jako první poválečný premiér hluboce zpochybnil norský koncept sociálního státu vypracovaný norskými sociálními demokraty a částečně některými středovými politickými silami v Norsku. I ve vlastní straně byl zřejmě nejdůslednějším propagátorem idejí volného trhu, deregulace a privatizace. Tyto principy jako premiér vnesl zejména do mediální sféry a na finanční trhy. Velký důraz kradl rovněž na to, že norská ekonomika nesmí stát jen na ropném průmyslu. Kritiku si vysloužil například za nepřímou podporu Arne Treholta, který byl odhalen jako sovětský a irácký špion. Obviněn byl rovněž z antisemitismu, když po zvolení Baracka Obamy americkým prezidentem prohlásil „nevypadá moc nadějně, že si za šéfa administrativy vybral Žida“ (míněn byl starosta Chicaga Rahm Emanuel). Často též kritizoval stát Izrael. Willoch byl považován za výborného rétora. V Norsku jsou proslulé zejména jeho debaty se sociálnědemokratickou předsedkyní a premiérkou Gro Harlem Brundtlandovou. Vydal i několik knih.